# Lingtren
Der Lingtren ist ein Sechstausender an der Grenze zwischen der Khumbu-Region Nepals und China westlich des Mount Everest.
Er liegt in Fortsetzung des Everest-Westgrats zwischen Khumbutse (6636 m) und Pumori (7161 m).
Der Lingtren wurde erstmals 1935 von Eric Shipton und Dan Bryant von der tibetischen Seite bestiegen.